# Ружинська територіальна громада
Ружинська територіальна громада — територіальна громада в Україні, в новоствореному Бердичівському районі Житомирської області, з адміністративним центром в селищі Ружин.

## Загальна інформація
Площа громади — 732,5 км², населення — 20 301 особа, з них: міське — 4 418 осіб, сільське — 15 883 особи (2020 р.).

## Населені пункти
До складу громади увійшли смт Ружин, села Березянка, Бистрик, Білилівка, Вербівка, Верхівня, Вишневе, Вільнопілля, Голубівка, Городок, Дерганівка, Заріччя, Зарудинці, Зелене, Зоряне, Йосипівка, Карабчиїв, Княжики, Кордонівка, Котелянка, Мар'янівка, Мовчанівка, Мусіївка, Немиринці, Огіївка, Плоска, Прибережне, Причепівка, Рогачі, Сахни, Топори, Трубіївка, Черемуха, Чехова, Ягнятин та селища Городоцьке і Мовчанівське.

## Старостинські округи
Березянський (села Березянка, Причепівка, Чехова), Білилівський (Білилівка, Йосипівка, Котелянка), Бистрицький (село Бистрик), Вербівський (села Вербівка, Трубіївка), Верхівнянський (села Верхівня, Мусіївка), Вільнопільський (села Вільнопілля, Вишневе), Голубівський (села Голубівка, Черемуха, Прибережне), Дерганівський (села Дерганівка, Кордонівка, Мар'янівка), Зарудинецький (села Зарудинці, Городок, Зоряне, Огіївка, селище Городоцьке), Мовчанівський (село Мовчанівка, селище Мовчанівське), Немиринецький (села Немиринці, Зелене, Княжики, Сахни), Рогачівський (села Рогачі, Топори), Ягнятинський (села Ягнятин, Плоска, Карабчиїв).

## Історія
Утворена відповідно до розпорядження Кабінету Міністрів України № 711-р від 12 червня 2020 року «Про визначення адміністративних центрів та затвердження територій територіальних громад Житомирської області» шляхом об'єднання Ружинської селищної та Березянської, Бистрицької, Білилівської, Вербівської, Верхівнянської, Вишнівської, Вільнопільської, Голубівської, Городоцької, Дерганівської, Зарудинецької, Зорянської, Карабчиївської, Княжиківської, Мовчанівської, Немиринецької, Огіївської, Плосківської, Прибережненської, Рогачівської, Топорівської, Ягнятинської сільських рад ліквідованого Ружинського району Житомирської області.